# Diemerstein
Diemerstein is een plaats in de Duitse gemeente Frankenstein (Pfalz), deelstaat Rijnland-Palts, en telt 100 inwoners (2004).